# Xoridesopus nigrifemur
Xoridesopus nigrifemur là một loài tò vò trong họ Ichneumonidae.